# Giuseppe Pacchioni
Giuseppe Pacchioni (Bologna, marzo 1819 – Bologna, 13 gennaio 1887) è stato un patriota, incisore e scultore italiano, mazziniano, nel 1844 prese parte alla sfortunata spedizione dei Fratelli Bandiera in Calabria, di cui sarà uno dei rari superstiti.

## Biografia
Giuseppe Pacchioni frequentò l'Accademia di belle arti di Bologna, specializzandosi in incisione. Si dedicò tuttavia anche alla scultura, arte per la quale venne premiato all'Accademia nel 1832 e nel 1836. Nel 1842, su invito del console inglese a Bologna, si recò a Corfù, all'epoca protettorato del Regno Unito, per esercitarvi la scultura.
Nell'isola ionica conobbe numerosi esuli mazziniani, e aderì egli stesso alla Giovine Italia. Conobbe, fra gli altri, i fratelli Attilio ed Emilio Bandiera e Domenico Moro, mazziniani sudditi dell'Impero austriaco e disertori della marina austriaca, con i quali, assieme ad altri quindici compagni, il 13 giugno 1844 partì alla volta della Calabria per appoggiare la sommossa anti-borbonica scoppiata a Cosenza il 15 marzo 1844 sotto la guida di Domenico Mauro, ma che nel frattempo era finita nel sangue. Come è noto, l'esito della spedizione fu disastroso: dopo uno scontro a fuoco a San Giovanni in Fiore nel quale rimasero sul terreno due patrioti, i sopravvissuti furono catturati e trasferiti a Cosenza, dove la Corte marziale li condannò a morte; nove di essi furono fucilati Vallone di Rovito il 25 luglio 1844, Pacchioni e altri tre furono invece condannati all'ergastolo. Durante la prigionia a Cosenza, Pacchioni disegnò i volti dei suoi compagni, sei dei quali furono poi fucilati a Rovito; le litografie saranno pubblicate nel 1877. 

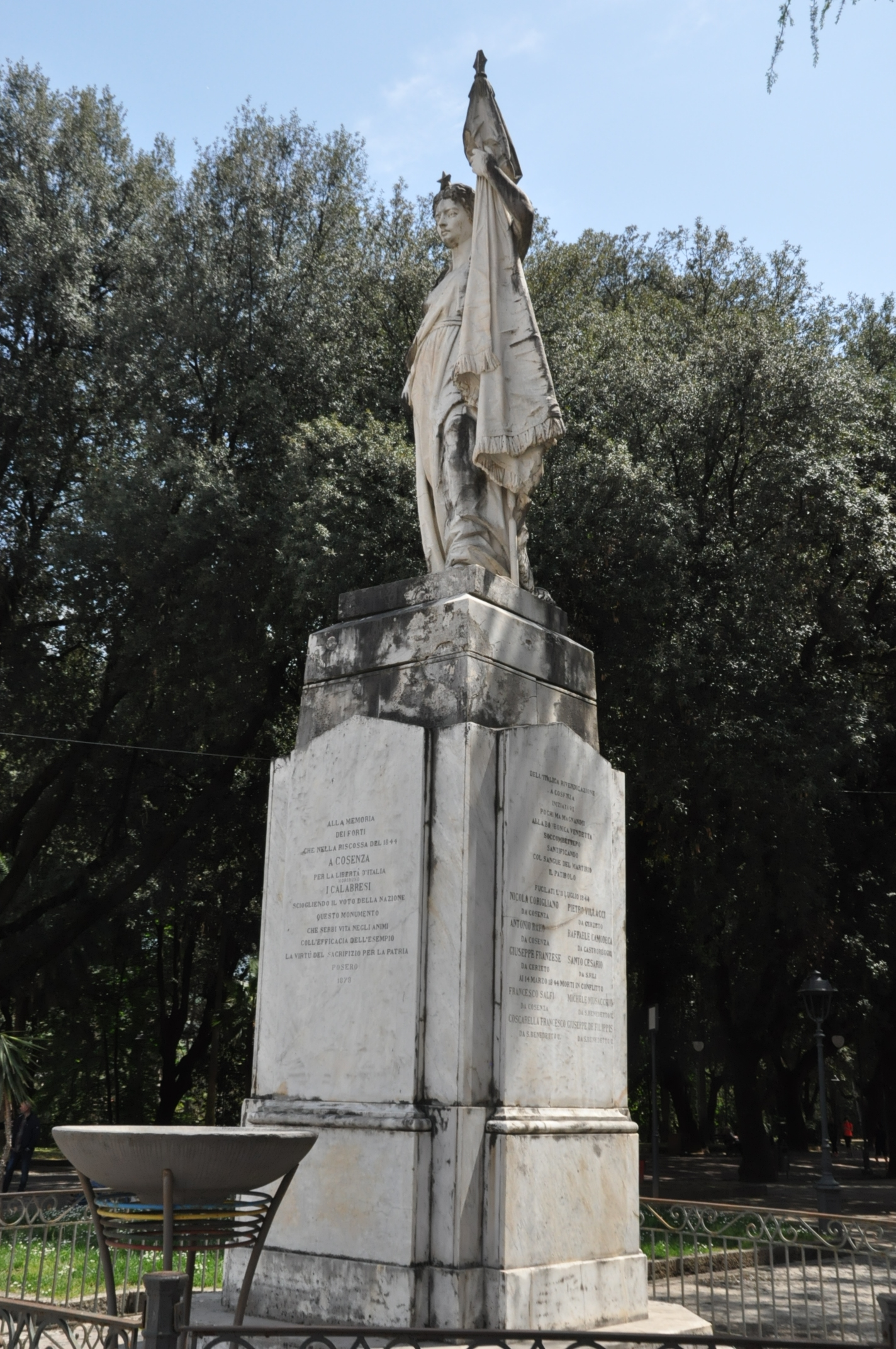
Monumento ai fratelli Bandiera e i massacri di Cosenza del 1844 (1879)

Recluso in vari penitenziari del Regno delle Due Sicilie, fu liberato nel 1846. Tornato a Napoli nel 1848, durante il breve periodo costituzionale del governo di Carlo Troja, fu successivamente in Francia finché nel 1853 ritornò a Bologna dove aprì un laboratorio di scultura in via Malcontenti. Il 2 gennaio 1855 venne nuovamente arrestato dagli austriaci e rimase in carcere fino al 12 giugno 1859, giorno della liberazione di Bologna. Da allora visse del suo lavoro; alla Certosa di Bologna sono presenti almeno 15 delle sue opere. Realizzò inoltre il monumento ai Caduti del 1844 a Cosenza.
Pacchioni, col nome di Pacchione, venne inserito da Vincenzo Padula fra i personaggi del dramma politico Antonello capobrigante calabrese scritto nel 1850 e pubblicato nel 1864 in appendice al giornale Il Bruzio diretto dallo stesso Padula. Nel dramma, Pacchione, un pittore di Bologna rinchiuso assieme al brigante Antonello nel carcere di Cosenza, è un intellettuale a cui Padula lascia la morale politica finale del dramma («Il governo dei Borboni vive di tradimento, e di tradimento morrà»). È uno dei personaggi minori del romanzo storico I traditori di Giancarlo De Cataldo: il pittore che partecipa alla sfortunata spedizione mazziniana in Calabria del 1844.
Giuseppe Pacchioni è sepolto nel cimitero monumentale della Certosa di Bologna, nel portico sud del campo del Chiostro VII. Il busto che lo raffigura è scolpito da Alfredo Neri.

## Opere
- Opere scultoree nella Certosa di Bologna
monumento di Domenico Rossi, medaglione[10]
monumento Gamberini, Chiostro V
Cappella Salina Amorini Bolognini, rilievo[11]
Monumento Avogli Trotti (attrib.)[12]
stele Spadacini, Chiostro I o d'Ingresso, 1880[13]
cella Melloni, cippo sovrastato da un Angelo (in origine nella Galleria degli Angeli), Chiostro III[14]
stele Spech - Salvi, Sala delle Catacombe, 1866 circa[15]
stele Ghergia, 1871[16]
- Museo civico del Risorgimento
ritratto di Antonio Zanolini, busto[17]
ritratto di Angelo Masini, busto in gesso[18]
ritratto di Giovanni Mazzacorati, busto in marmo[19]
- Altre
Monumento ai caduti del 1844, Cosenza, 1878

## Galleria d'immagini

Monumenti nella Certosa di Bologna
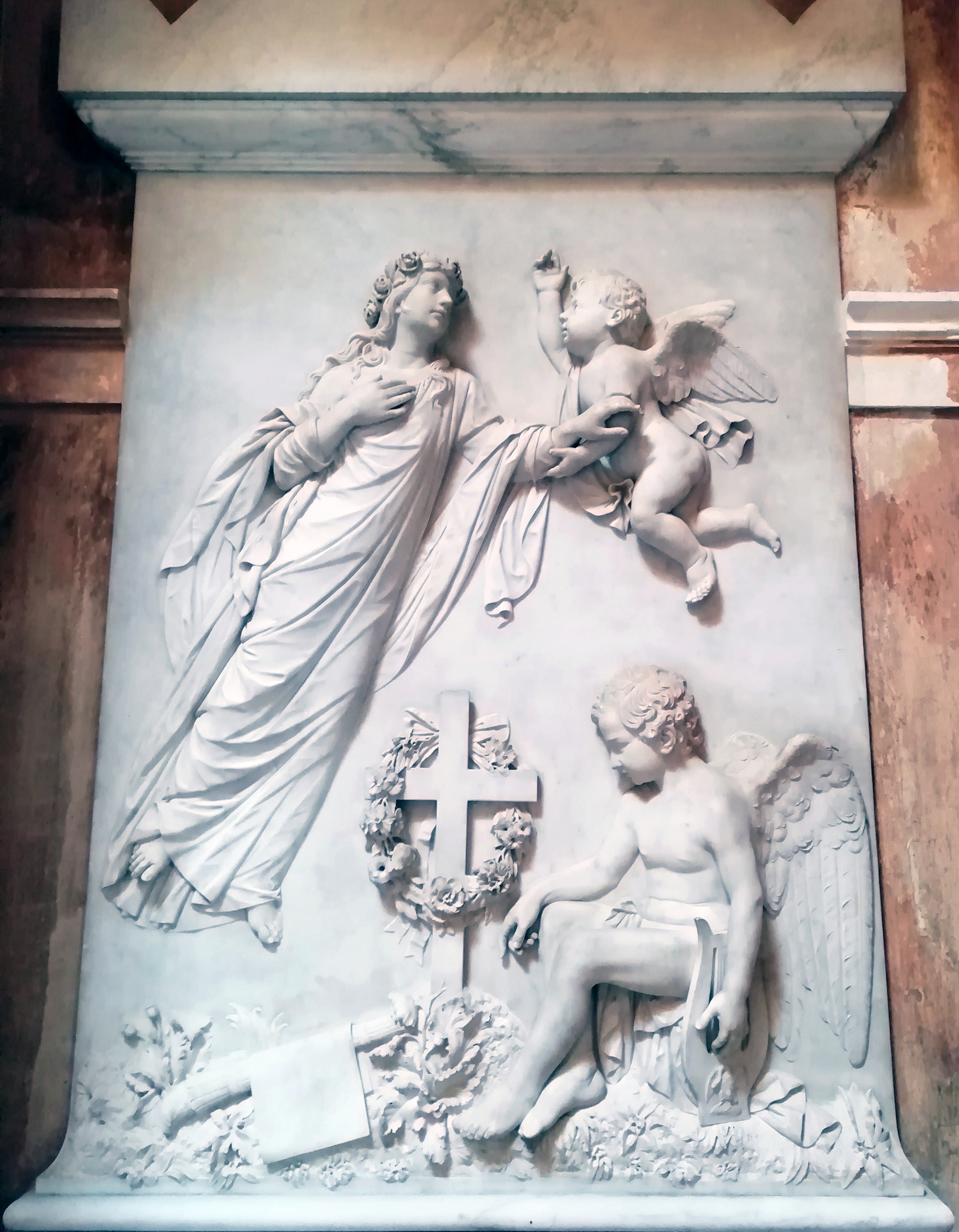
Stele Spech - Salvi, dettaglio
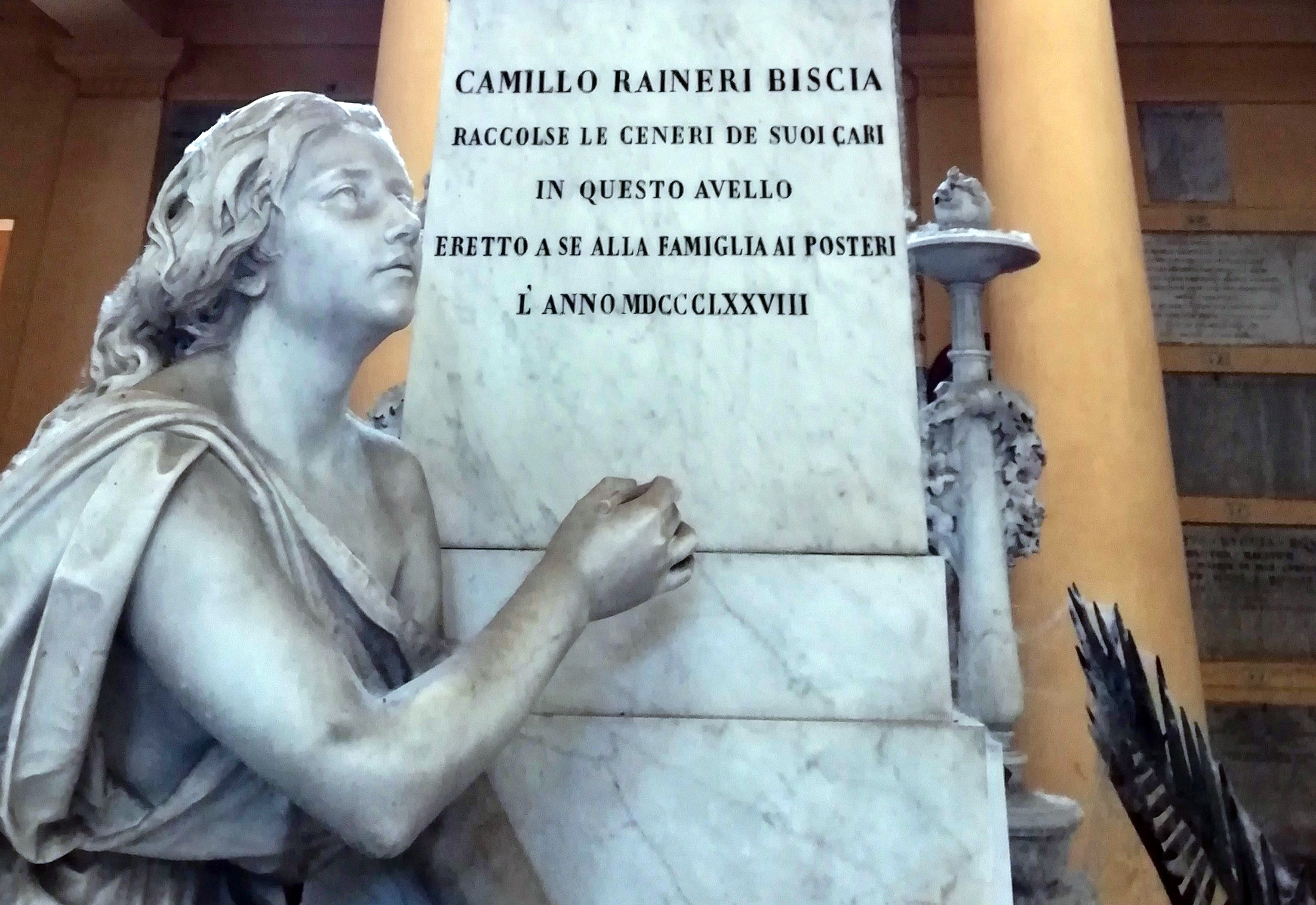
Monumento Raineri Biscia Mondani, dettaglio
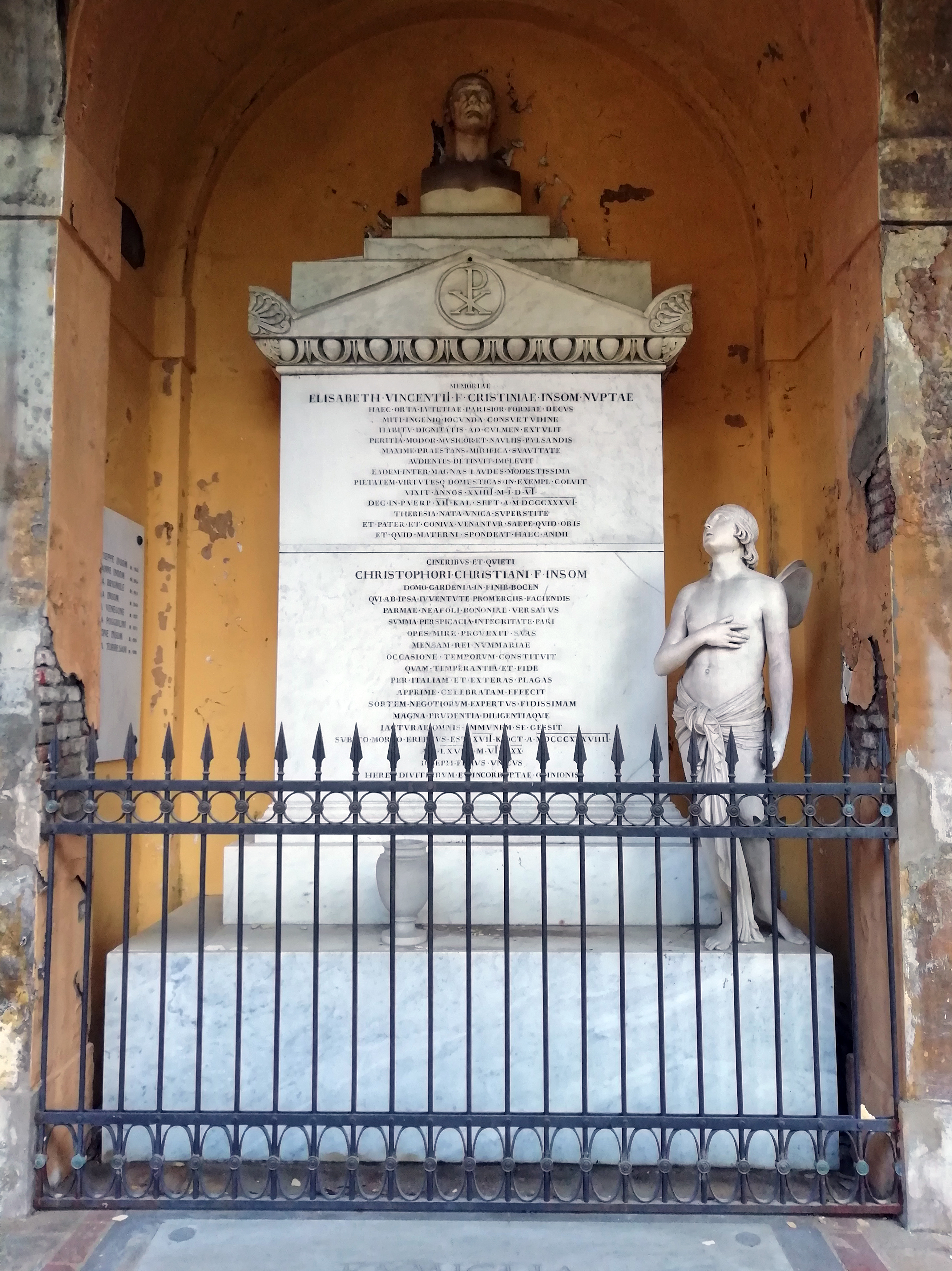
Monumento Insom
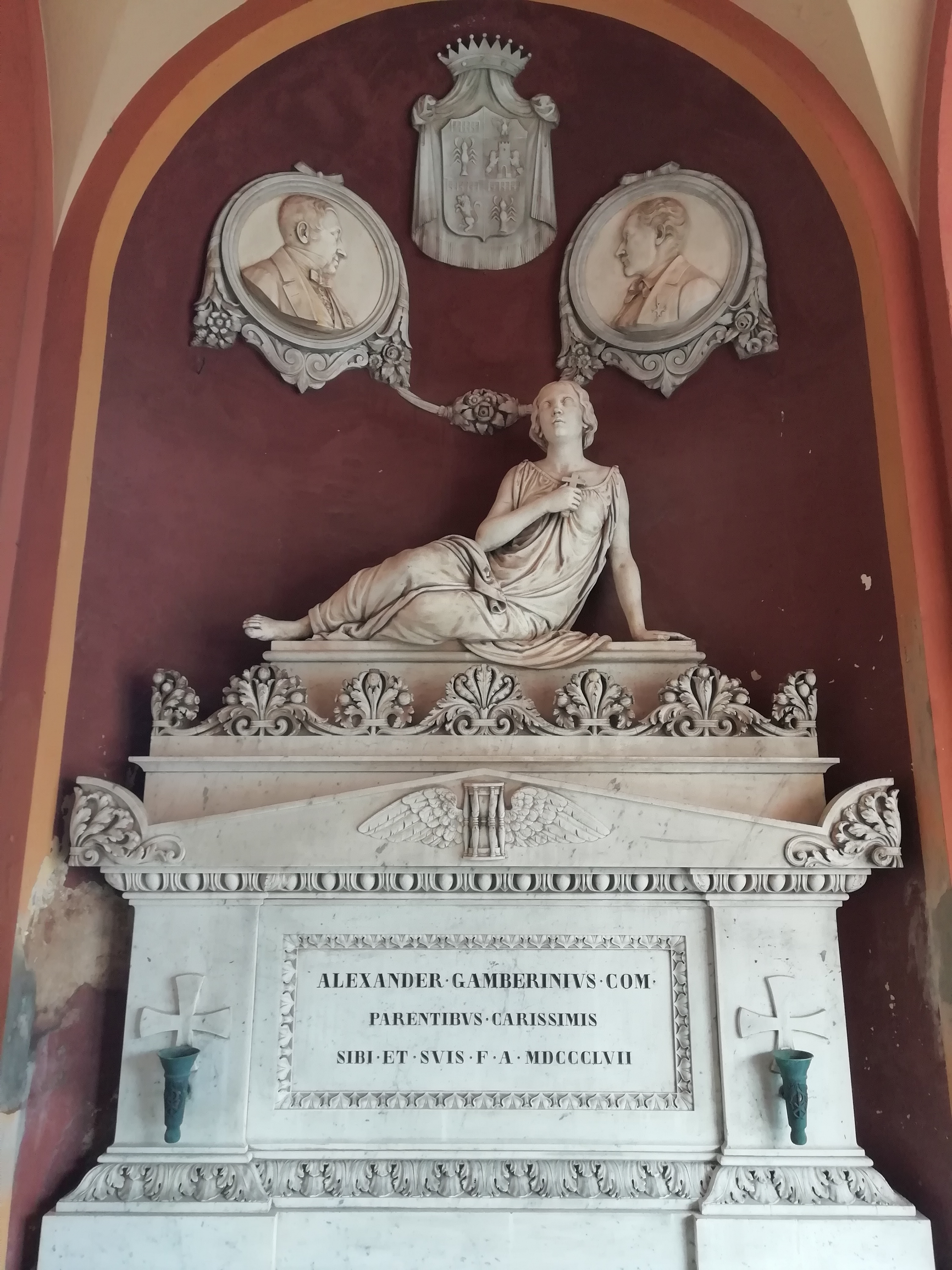
Monumento Gamberini
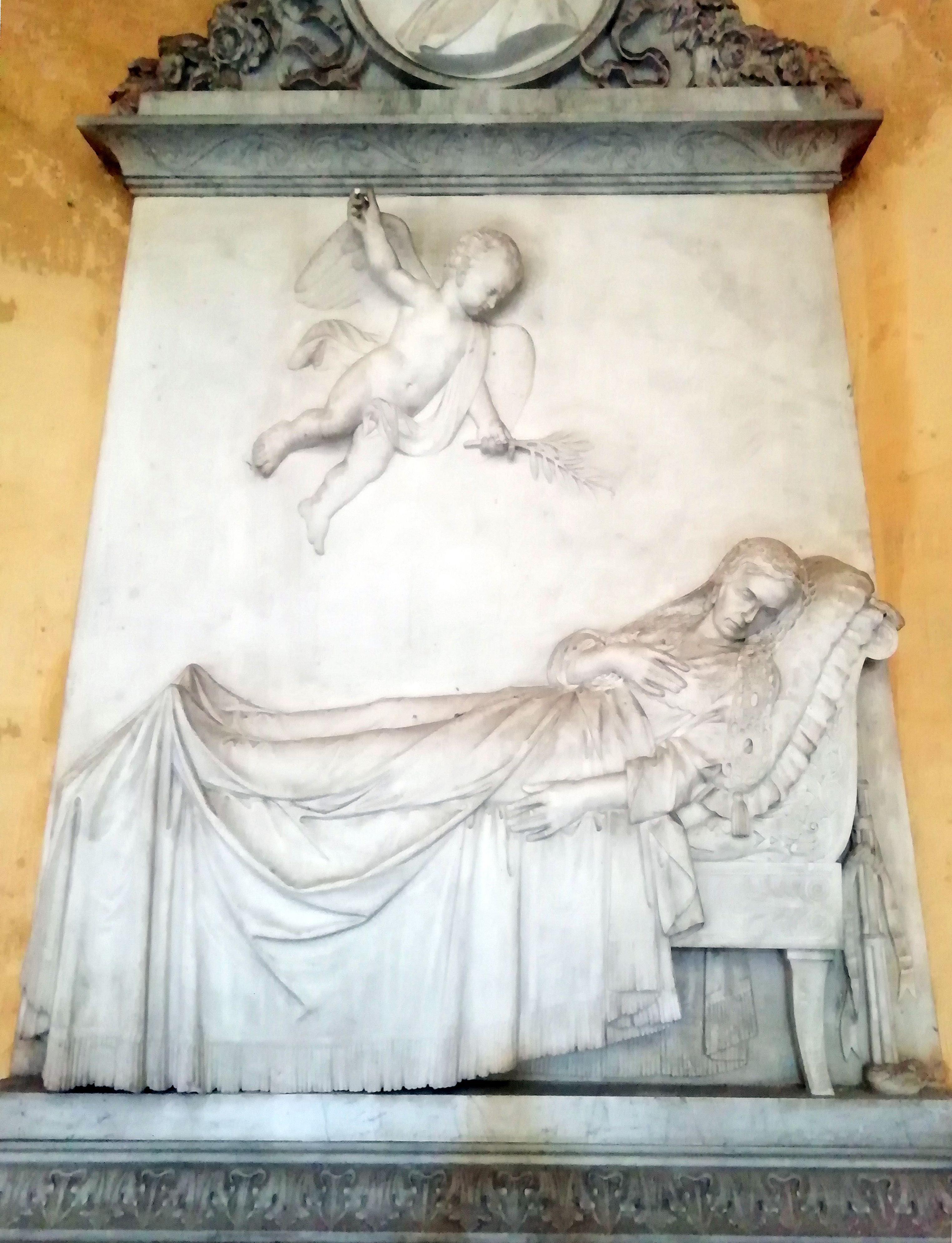
Stele Cantoni Lagorio, dettaglio
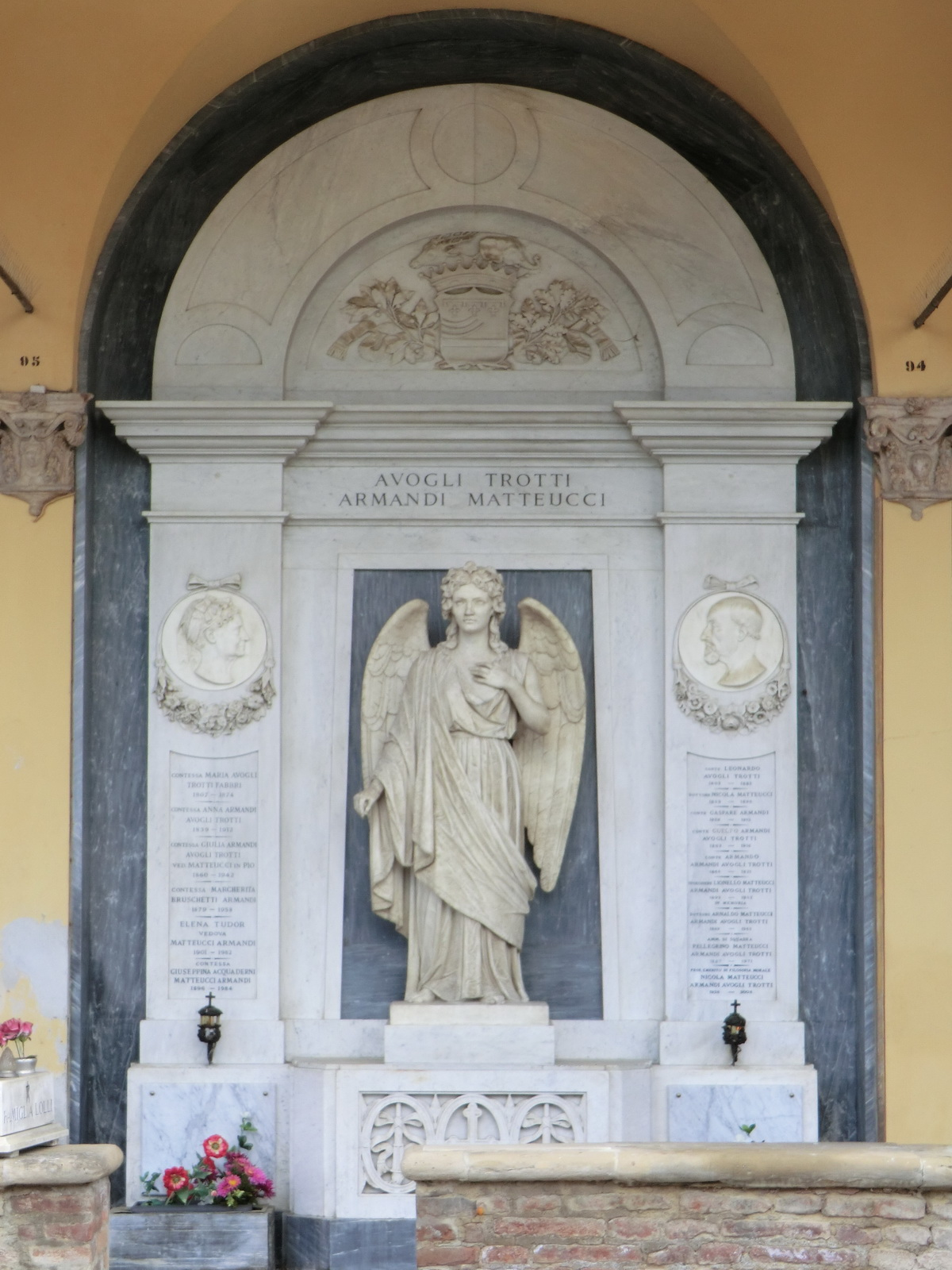
Monumento Avogli Trotti
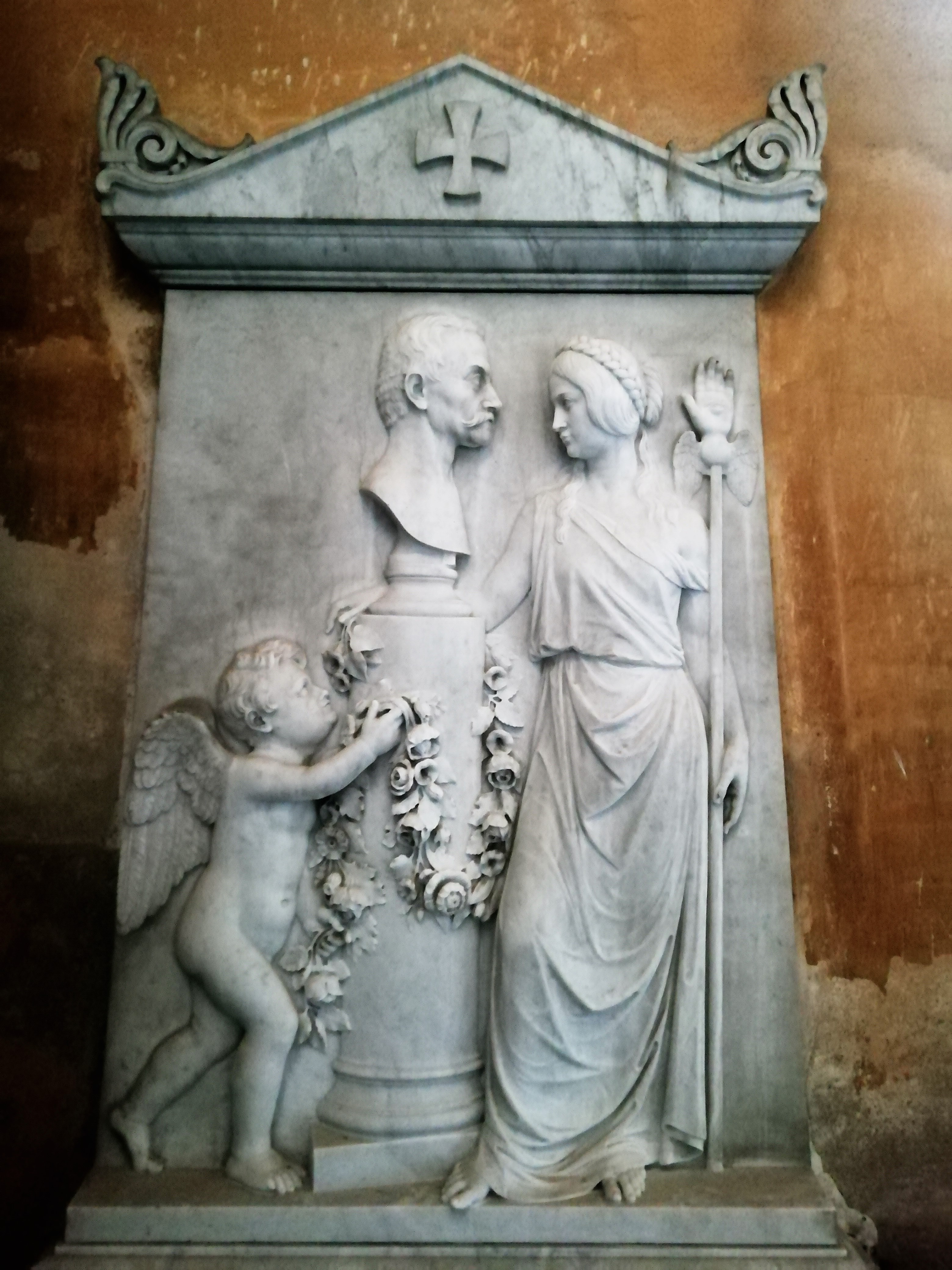
Monumento Ghergia, dettaglio